# Explosão de vapor

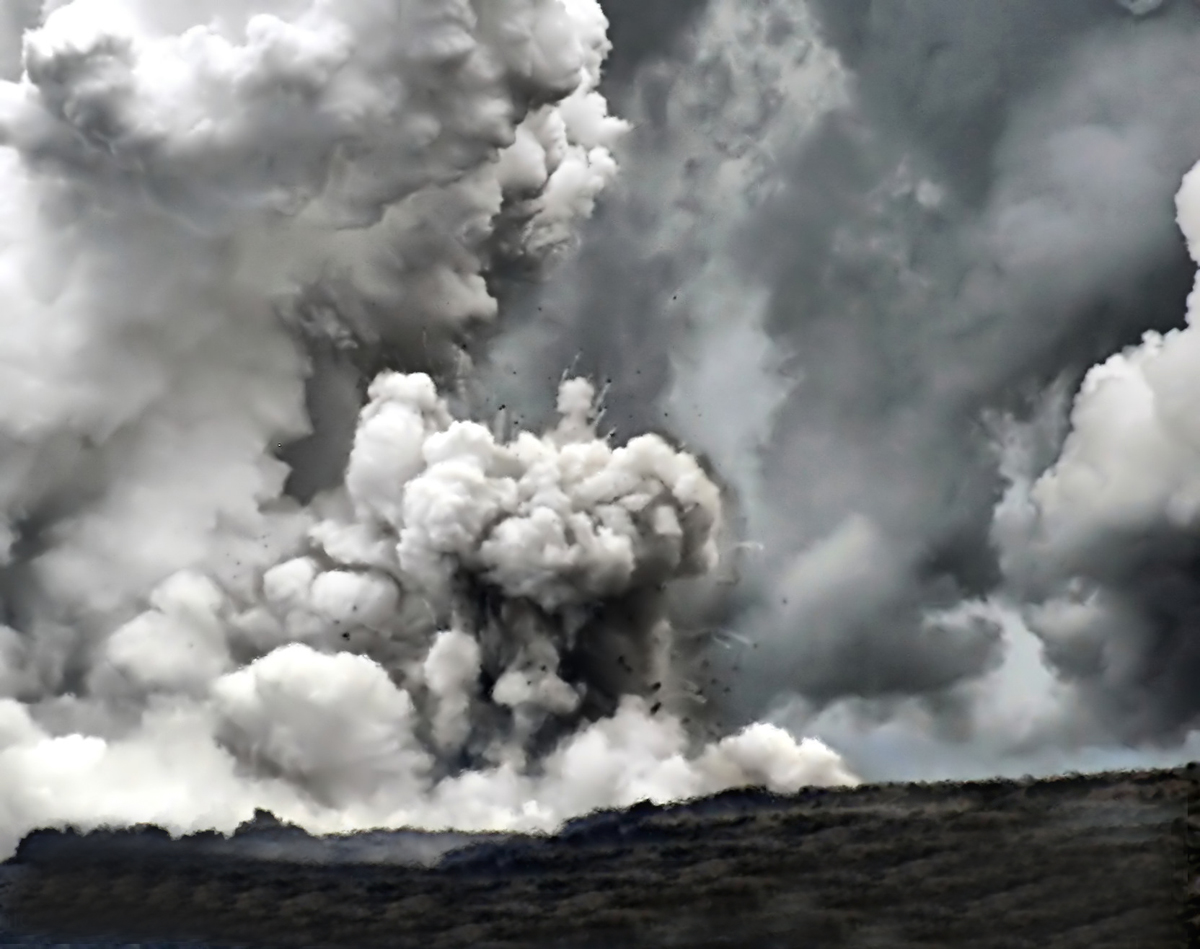
Uma explosão de vapor em Waikupanaha.

Uma explosão de vapor é uma explosão causada pela fervura violenta ou irradiação de água sob a forma de vapor, ocorrendo quando a água ou superaquece, esquentada rapidamente por detritos finos e quentes produzidos dentro dela, ou aquecida pela interação de metais fundidos (como em uma interação combustível–líquido de refrigeração da barra de combustível do reator nuclear derretido com água após um derretimento nuclear). Esse tipo de explosão foi o que teria acontecido no desastre de Chernobil. Veículos de pressão, como os reatores de água pressurizada, que operam acima da pressão atmosférica, também podem fornecer as condições para uma explosão de vapor. A água muda de líquido para gás com velocidade extrema, aumentando drasticamente em volume. Uma explosão de vapor espalha vapor e água fervente e o meio quente que a aqueceu em todas as direções (se não for confinada), criando um perigo escaldante e queimante.